# Puente de Nyons
El puente de Nyons (en francés: pont de Nyons) es un puente medieval de Francia, un puente de mampostería en arco que cruza el río Eygues en la ciudad de Nyons, en Haute-Loire (en la región de Auvernia-Ródano-Alpes).   Con una bóveda de una luz de 40,5 metros, este puente forma parte de las grandes bóvedas medievales de Francia.
Ha sido objeto de una clasificación en el título de los monumentos históricos desde el 8 de agosto de 1992.

## La construcción (mediados del XIV – inicios del XV)
Se produce cuando la pequeña ciudad de Nyons acaba de experimentar una notable expansión. En el viejo núcleo feudal encaramado sobre el escarpe rocoso de los Forts, se agregaron dos nuevos barrios: el burgo nuevo alrededor de la plaza de las Arcadas y un barrio al este. Es al final de este último, donde se estrecha el valle del Eygues, donde se planeó construir un puente sobre esa corriente torrencial y difícil de cruzar, en los planes de los hermanos del Espíritu Santo.
El problema de la financiación fue resuelto mediante la imposición de un gravamen del vigésimo de los cultivos (la vingtain) y también por las donaciones y los legados alentados por los obispos de Vaison-la-Romaine, de Valence y Die,que acordaron indulgencias a los donantes. 
Según los historiadores de Nyons, la construcción habría comenzado en 1341, pero durante medio siglo, los trabajos apenas habrían avanzado (en 1361, el nyonés Thibaud de Noyx fracasó en su intento), y solo los estribos a ambos otro del río habían sido construidos. En marzo de 1398, se celebró un contrato con  Guillaume de Pays, cantero  y carpintero de Romans que se comprometió a construir «bien  et convenablement» (bien y adecuadamente) el puente de un solo arco entre los dos «piles» existente por la suma de 1200 florines de oro. Por su parte, la comunidad de Nyons se comprometió a proporcionar víveres y alojamiento, así como los materiales y las jornadas de trabajo necesarias; en 1400, renovó su confianza en el artesano romanais (manuscrito de precio hecho en latín conservado en los archivos municipales de Nyons). 
Terminado probablemente antes de 1405, el puente fue inaugurado con gran pompa en 1409 por el obispo de Vaison. Hasta el siglo XIX,  una torre de peaje estuvo  dispuesta en el centro del puente.

## Características técnicas
- Arco de medio punto un poco aplanado en la clave, de 40.50 m de luz y 19 m de altura. Espesor en la clave, aproximadamente 1 m;
- bóveda en un gran aparejo formado por bloques calcáreos dispuestos del campo;
- ancho total: 3.95 m (2 cannes, según medida de la época), ancho de la calzada, 3.25 m;
- en la base, protección proporcionada por dos tajamares triangulares;
- paso abovedado acondicionado en el estribo izquierdo a 3.50 m sobre el río; «Tienes que pasar por debajo del puente Nyons antes de pasar por encima» («il faut passer sous le pont de Nyons avant de passer dessus»);
- Masiva torre cuadrada erigidas en la parte superior del puente para percibir el peaje y cerrar el acceso a la ciudad;
- a cada lado de la torre, pendientes muy pronunciadas (más del 10%), que no permiten el paso de vehículos uncidos.

## Transformaciones en elsigloXIX
Durante cuatro siglos, el puente se mantuvo sin cambios a excepción de las reparaciones de los daños causados por las crecidas del Eygues. Alrededor de 1850, la torre que lo remataba fue destruida y unos años más tarde, sus accesos se modificaron para hacerlo accesible a los automóviles, incluso aunque estos no pudieran cruzar allí. Hasta la construcción, en 1970, de un nuevo puente aguas abajo (Pont de l'Europe), siguió siendo el único puente para cruzar el Eygues en el territorio de la comuna de Nyons. 

## El puente hoy
Aunque todavía utilizado por los automóviles, sigue siendo por su antigüedad, su audacia y sus cualidades estéticas, uno de los principales elementos del patrimonio arquitectónico nyonés.

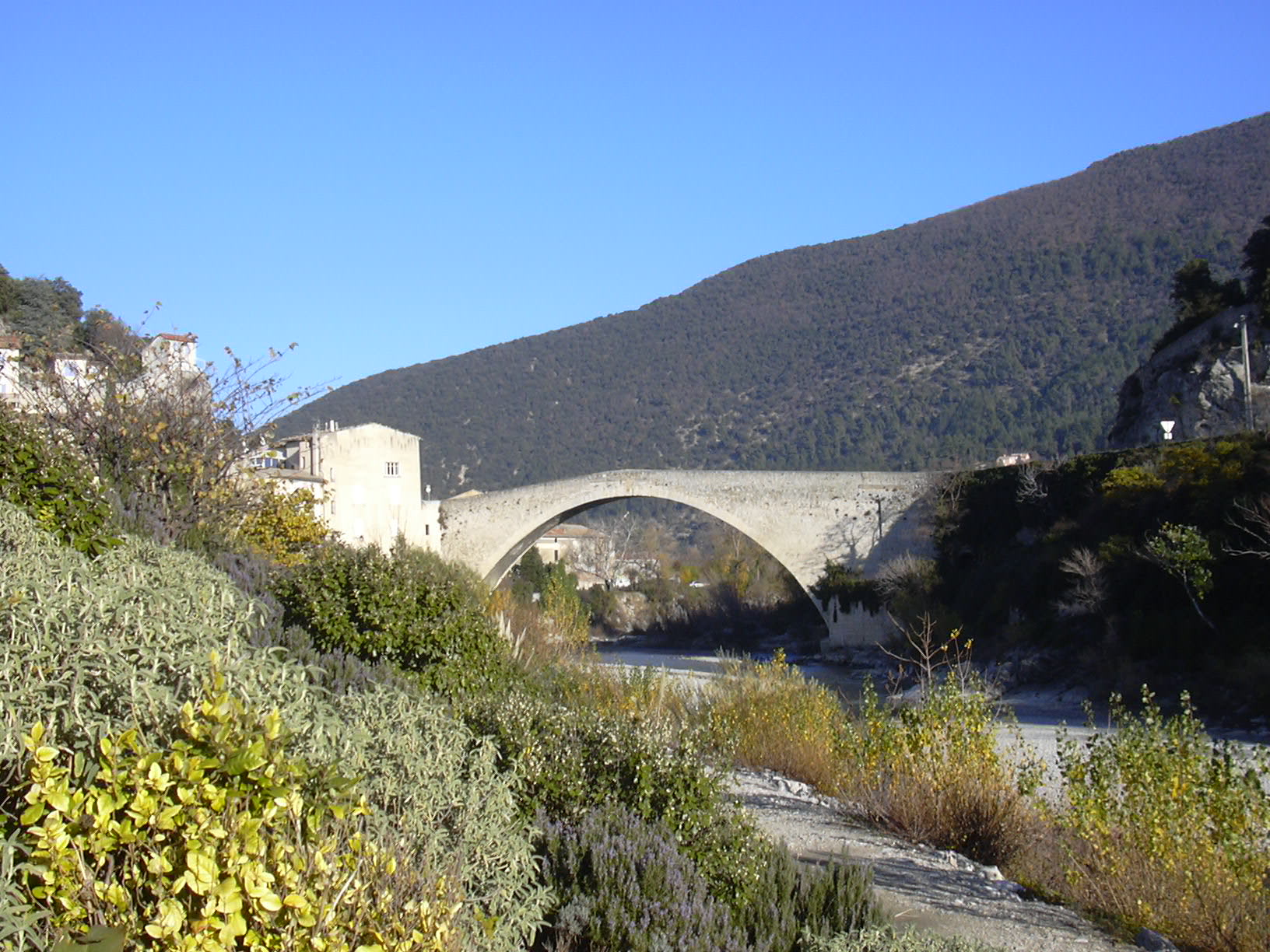
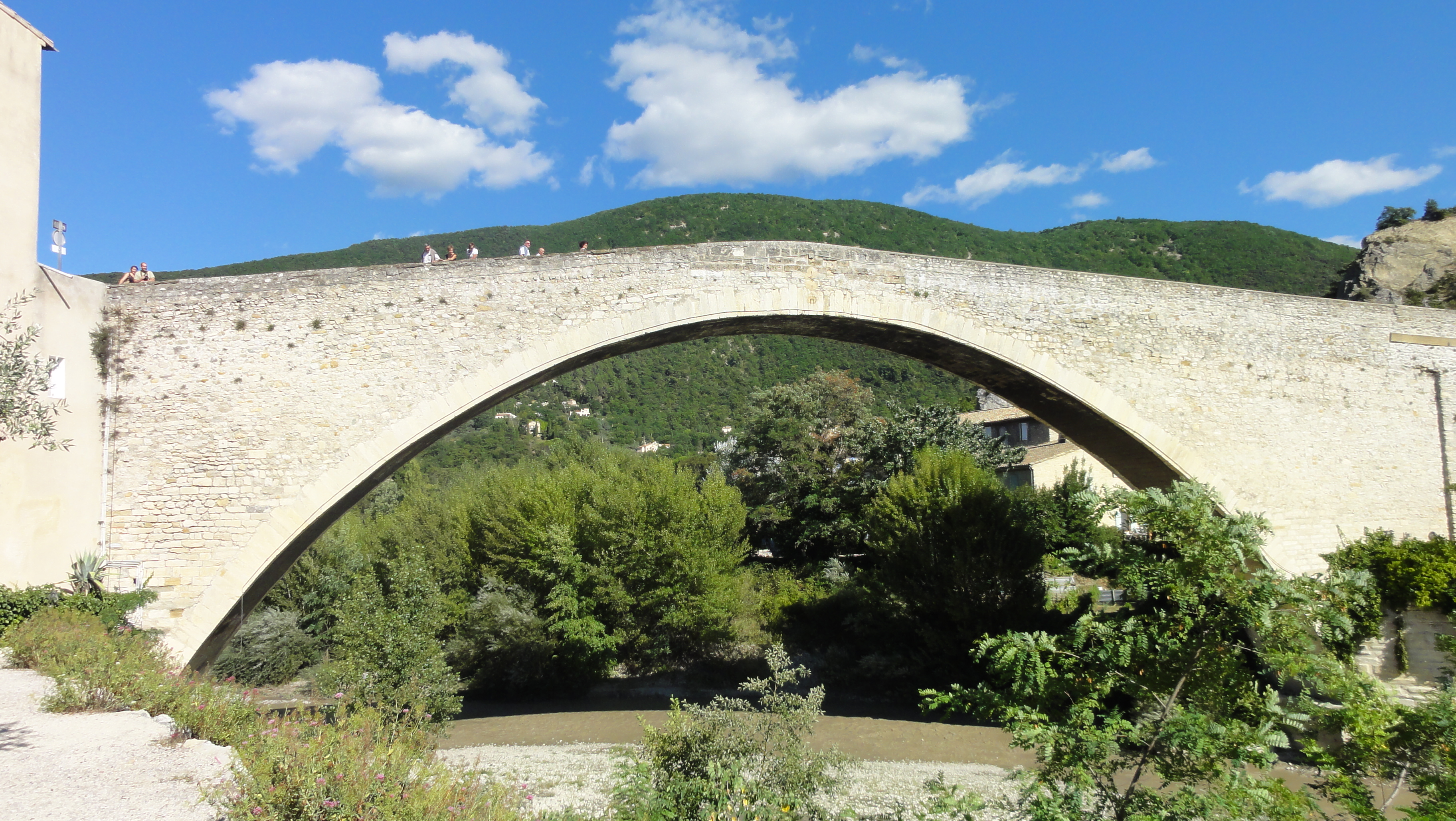
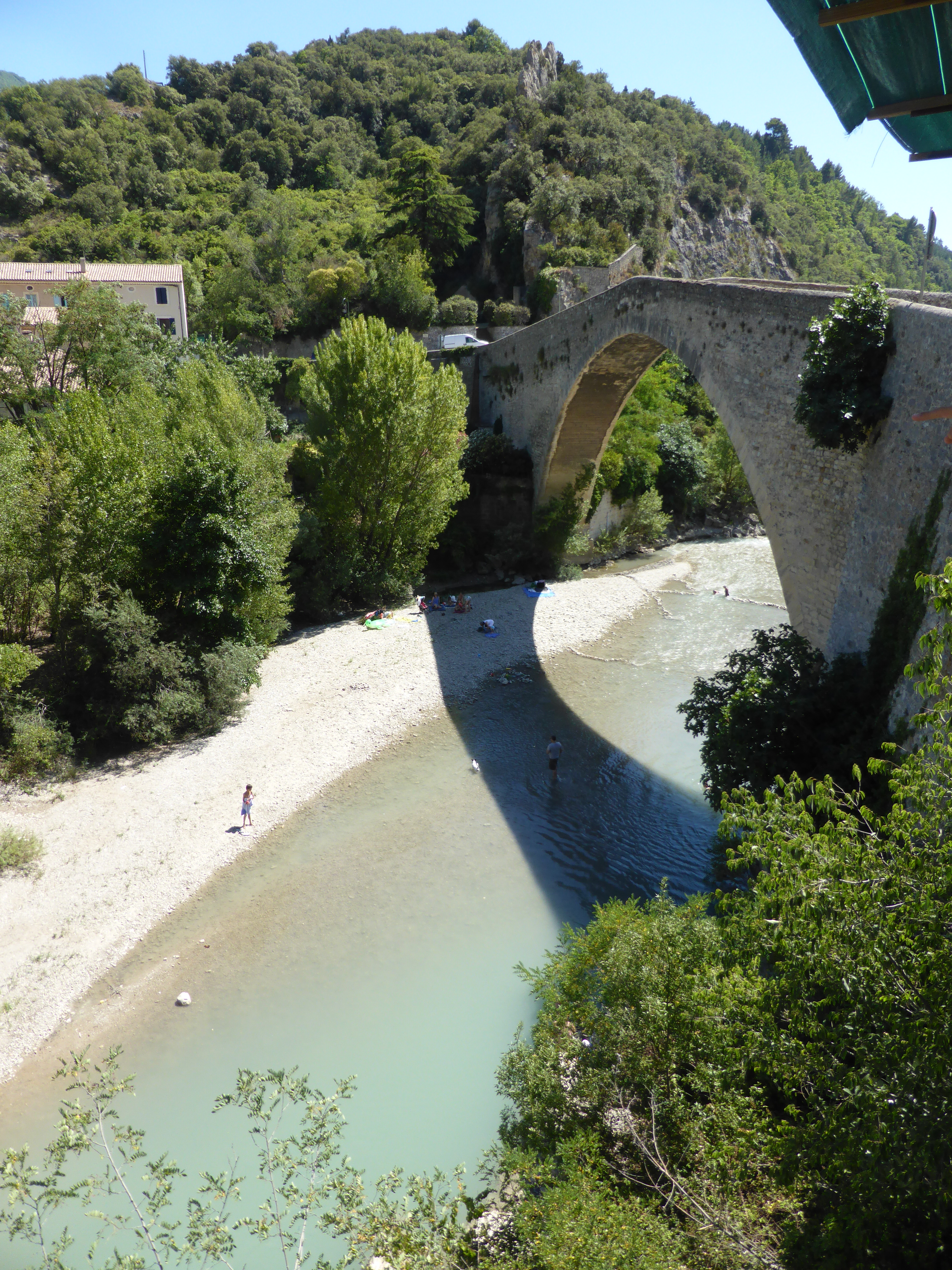
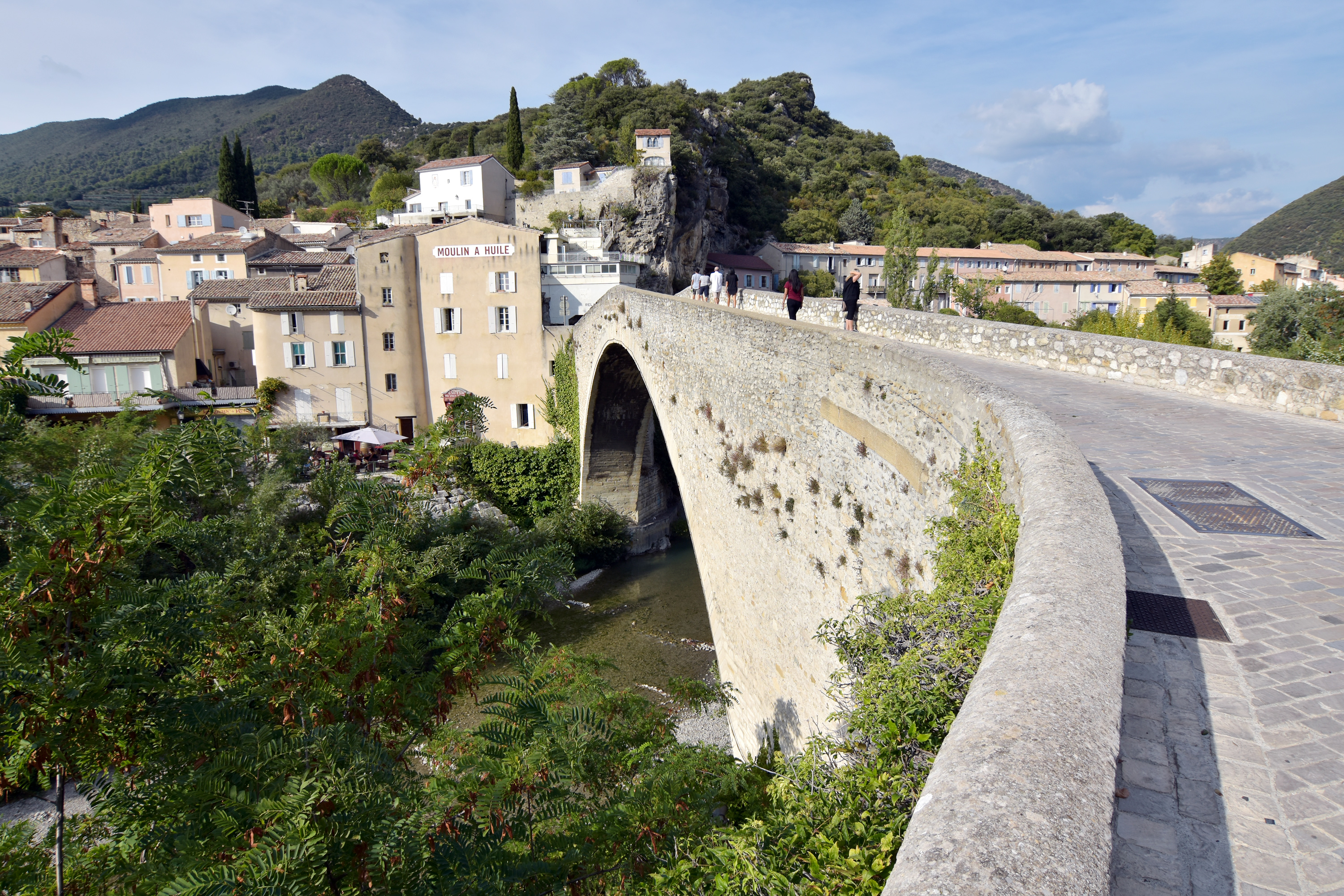
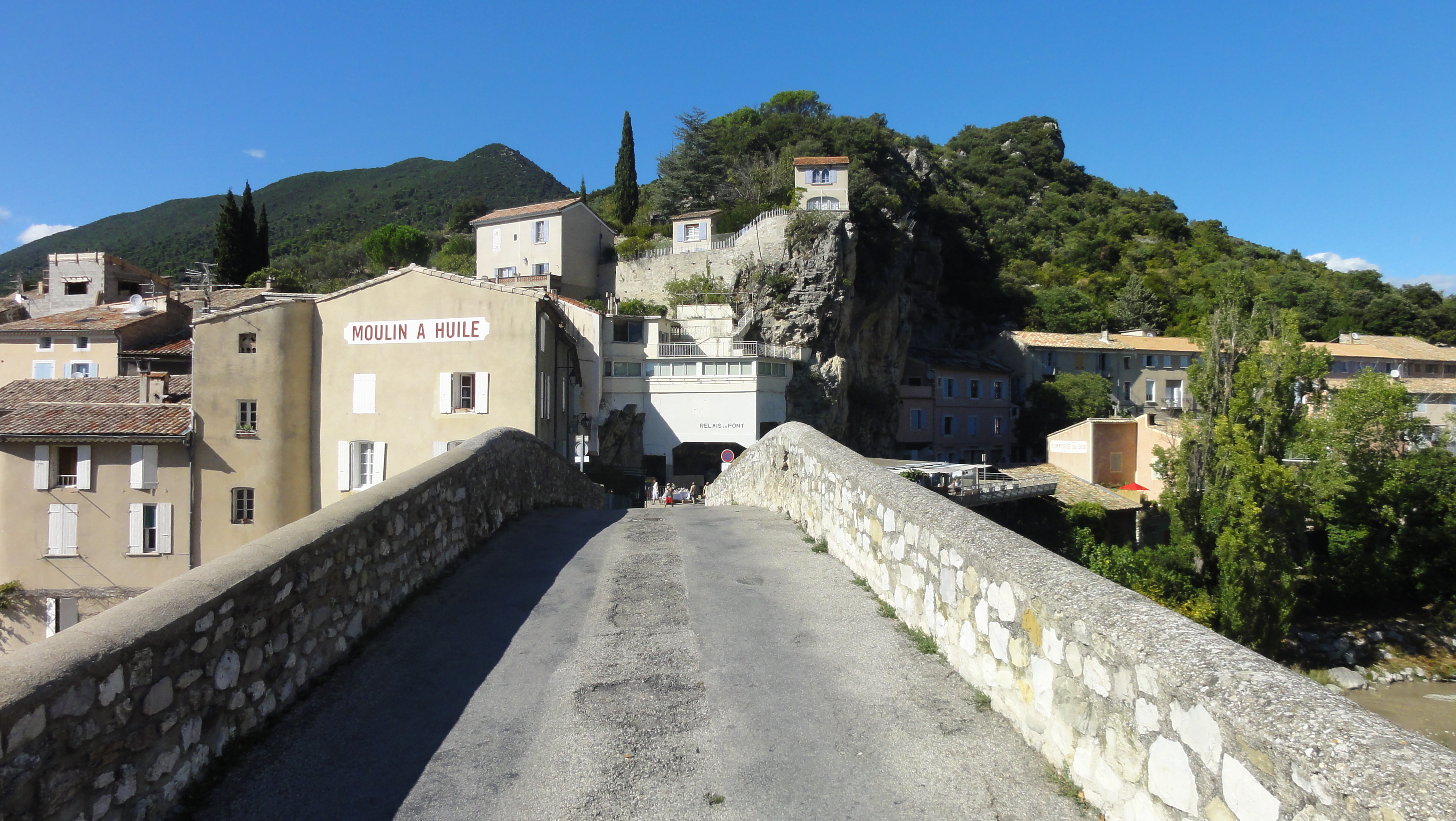